# キスきゅー
『キスきゅー』は、宮下未紀による成人向け漫画。晋遊舎『COMICポプリクラブ』2002年8月号から2003年1月号、3月号から5月号にかけて連載されていた。全9話。コミックス全1巻。

## あらすじ
天乃川すぴかは、兄の天乃川すばるに憧れる小学生の少女である。ある時、父親が廃品回収に出そうとしていた雑誌の紐の束を誤って解いてしまい、その中から使い魔である健さんが現れる。健さんは自分と契約をするなら、一つだけ願いを叶えると言い、すぴかは咄嗟に大人になることだ、と答えてしまい、大人に変身するだけの魔法少女になり、兄と関係を持ってしまう。物語は、さらに魔法調査員として、すぴかたちの学校に転校してきた正真正銘の魔法少女、マゼランをも巻き込んで、収拾のつかぬ方向へと進んでゆく。

## キャラクター
天乃川 すぴか（あまのがわ すぴか）
ツインテールで頭の悪い、ぼけで前向きな性格の少女。兄、すばると同月の生まれ。父子家庭で育ち、兄にかわいがられて育てられたため、実の兄のすばるを異性として慕っている。父親の処分しようとしていたH本の中から健さんを召喚し、大人になって、兄に愛されることを望む。魔法監視のために現れたマゼランとも仲良くなり、マゼランの使命達成のために、兄に恋人として認められるための協力をさせる。作者曰く、典型的なヒロインキャラでモデルはいないという。
天乃川 すばる（あまのがわ すばる）
いわゆるプレイボーイの、イケメンのすぴかの兄。すぴかと同月生まれ。学園の王子的存在。ファミレスに突如乱入して食い逃げ犯を捕まえようとした（魔法少女の）すぴかに一目惚れし、その後再会した際に妹であることも知らずに、関係を持ってしまう。その後、たびたび現れる大人のすぴかと交情をかわし、幼い時に母親と死別したさみしさも相まって、その母親に似た妹への思いも手伝い、大人すぴかにのめり込んでゆく。一方で、マゼランとも関係を持ってしまったりもしている。作者曰く、女食いまくりで嫌味のない、もてまくりの男で、悩みのない、ブラコンの妹のいる、神に恵まれた男。『うる星やつら』の面堂終太郎のような諸星あたる。
健さん（けんさん）
父親が処分しようとしていたエロ本の束からすぴかが呼び出した、貘のようなかわいらしい姿をした謎の生物。広島弁でしゃべる。おっさんの性格で、ビール好きで、グルメで、すぴかの家計を圧迫している。Hなところもあり、すぴかとすばるを結ばせるために、咄嗟にすぴかの服をはだけさせるといった、機転（？）のきく面もある。雄である。魔法調査員であるマゼランの有能さもよく知っている。作者の担当が渡してくれた広島弁のメモを参考に、セリフが作成された、とのこと。
「健さん」という名前は文太だと『トラック野郎』のイメージになってしまうため、かわりに名づけられたという。
マゼラン・フラムスティード
MP（マジックポイント）管理委員会から送られてきた調査員で、生粋の魔女。年齢不詳。高飛車な口調で話す。健さんの言うところでは、凄腕の持ち主であるらしいのだが、転校初日に国語の時間に算数の教科書を出して、廊下に立たされたり、妹に惚れさせる魔法を失敗して、すばると関係を持ったりと、ドジなところばかりが目立つ。魔法は無断で使ってはいけないと、すぴかからMP税と無申告による罰MPを徴収しようとし、払えなければ命や魂を貰うとすぴかを脅す。しかし、性格はいたって親切でもあり、すばるにすぴかの正体がばれぬようフォローする面もあったり、すぴかとすばるを両思いにすれば自分の使命が終わるため、結果としてすぴかの恋成就のために奔走したりすることになる。
作者の当初の予定にはなかったキャラクターであり、「ライバルのようなキャラクターを出そう」という担当の一声で誕生したという。「マゼラン」という名前は仮につけていたものが、そのまま本採用になってしまったものである。結果として、上記3名以上に活躍したキャラクターになってしまった、という。

## 単行本
- 2003年7月発行 ISBN 4883803635、晋遊舎コミックス
  - 同時収録：メイド志願

※　新装版：2009年8月発行  ISBN 4863790082、マックス